# Pedre (Cerdedo-Cotobade)
Pedre (oficialmente: San Estebo de Pedre, y en gallego: Santo Estevo de Pedre) es una parroquia del concello de Cerdedo-Cotobade, en la comarca de Tabeirós - Tierra de Montes, provincia de Pontevedra, Galicia, España.